# Edgar Tinel

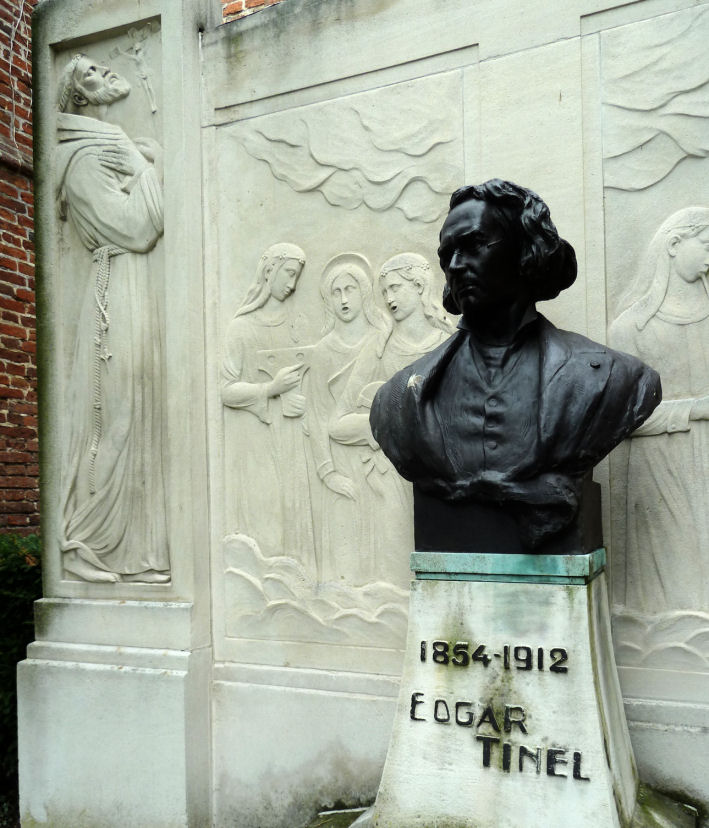
het graf van de familie Tinel, kerkhof van Sinaai, door Karel Schuermans.

Edgar (Pierre Joseph) Tinel (Sinaai-Waas, 27 maart 1854 - Brussel, 28 oktober 1912) was een Vlaamse pianist en componist.

## Opleiding
Tinel maakte thuis kennis met de muziek. Zijn vader Petrus Francis Tinel was koster en organist van de plaatselijke kerk, als ook gemeente-onderwijzer; moeder was Marie-Catharina Waegemans.Hij kreeg van zijn vader de eerste muzieklessen, waarna hij lessen volgde bij Ferdinand Van Durme. Vervolgens studeerde hij aan het Koninklijk Conservatorium van Brussel bij onder meer Louis Brassin (piano), Alphonse Mailly (orgel) en François-Auguste Gevaert (compositie). Hij sloot zijn studie af met een unaniem toegekende eerste prijs. Die stelde hem in staat een carrière als pianovirtuoos te beginnen. Optredens volgden in eigen land, maar ook over de grens.
Als pianist muntte Tinel uit in vertolkingen van de (vooral) Duitse romantiek en de klassieken. Hij maakte naam met uitvoeringen van muziek van Beethoven, Liszt en Mendelssohn, maar vooral met werken van de door hem zeer bewonderde Schumann.

## Componist
Toch kon het reizende solistenbestaan Tinel niet blijvend boeien. Hij begon zich toe te leggen op compositie. In 1877 kreeg hij de Belgische Prix de Rome voor zijn cantate Klokke Roeland, op tekst van Julius Sabbe. Het feit dat hij een Nederlandse tekst had gekozen, plaatste hem op de voorgrond als flamingant en velen zagen in hem de opvolger van Peter Benoit.
Zijn Vlaamse gezindheid was echter van bescheiden formaat. Weliswaar componeerde hij nog een Huldezang voor Hendrik Conscience, maar na zijn huwelijk met Emma Coeckelbergh, afkomstig uit Sint-Niklaas, werd in huize Tinel Frans gesproken. Zijn leerling Arthur Meulemans vertelde later dat hij Tinel nooit Nederlands hoorde spreken. Daar staat tegenover dat hij veel werk op Nederlandse teksten componeerde. Tinel schreef veel vocale muziek. Naast een aantal wereldlijke cantates vooral liederen, het oratorium Franciscus waarmee hij tot ver over de Belgische landsgrenzen furore maakte, en twee opera's Godelieve en Katharina. Hij voelde zich sterk aangetrokken tot het mystieke katholicisme. Dit leidde tot talrijke religieuze composities. Instrumentale muziek schreef hij minder en kamermuziek ontbreekt geheel in zijn oeuvre, dat slechts één zuiver orkestwerk telt.

## Pedagoog
Een matige gezondheid kon Tinel niet verhinderen naast zijn compositorische arbeid een aantal pedagogische taken op zich te nemen. In 1881 volgde hij Jacques-Nicolas Lemmens op als directeur van het Mechels instituut voor religieuze muziek, het latere Lemmensinstituut. Geleidelijk eiste deze pedagogische activiteit zoveel aandacht op, dat het componeren erbij inschoot. Uit de laatste jaren stammen vooral enkele gelegenheidswerken, zoals het pompeuze Te Deum uit 1905, geschreven bij de 75ste verjaardag van het uitroepen van de Belgische onafhankelijkheid, of de zetting van Psalm 150, die hij schreef ter gelegenheid van de intrede van kardinaal Mercier als nieuwe aartsbisschop van Mechelen (1907). Hij was intussen aangesteld als inspecteur voor muziekonderricht in 1889 en werd professor aan het Brussels Conservatorium voor contrapunt en fuga in 1896, en directeur aan het einde van 1908.

## Tinel en Guido Gezelle
Tinel was bevriend met de priester en componist Pieter Busschaert en was vaak bij hem op bezoek, eerst in Blankenberge en vervolgens in Vichte. Het is in de pastorie van Vichte dat hij kennis maakte met Guido Gezelle, die vanuit Kortrijk naar daar kwam kwam om hem te ontmoeten. In april 1884 ontmoetten ze elkaar voor het eerst. Gezelle was onmiddellijk geïnspireerd door zijn nieuwe vriend en schreef een gedicht voor hem, dat publiek werd door de opname in de bundel Tijdkrans.
In 1888 publiceerde Gezelle in Belfort het gedicht Meidagmorgen, opgedragen aan Tinel. Dit gedicht werd eveneens opgenomen in de bundel Tijdkrans.
Tinel was een van de eersten om gedichten van Guido Gezelle op muziek te zetten. Hij zette het gedicht Vrijdag op muziek, dat op 12 augustus 1887 werd gezongen tijdens de prijsuitdeling in het Sint-Lodewijkscollege in Brugge. Gezelle schreef ook teksten op vraag van Tinel, om te passen in zijn cyclus 'Adventliederen', onder meer een Rorate, een Creator alme siderum en een Gaudete. Hij componeerde ook een Marialied Maria milde en machtig.

## Werk
- Opera's: Godelieve, op.43; Katharina, op. 44
- Koorwerken en cantates: 
  - Klokke Roeland, op. 17, cantate;
  - Kollebloemen, op. 20, cantate, 1879, rev. 1889-90;
  - Vlaamsche stemme, op. 25, voor vierstemmig mannenkoor;
  - Te Deum, op. 26, voor vierstemmig gemengd koor en orgel, 1883;
  - Psalm VI, op. 27, voor vierstemmig mannenkoor, 1891;
  - Franciscus; op. 31,
  - Trois Motets à la Sainte Vierge; op. 36, oratorium voor solisten, gemengd koor en orkest, 1890;
  - Aurora, op. 37, voor vierstemmig mannenkoor,(1885);
  - Psalm XXIX, op. 39, voor vierstemmig mannenkoor;
  - Missa in honorem BMV de Lourdes, op. 41, voor vijfstemmig gemengd koor en orgel,1905;
  - Cantique nuptial, op. 45, voor sopraan, tenor, orgel en piano of harp;
  - Te Deum, op. 46, voor zesstemmig gemengd koor, orgel en orkest, 1905;
  - Psalm CL, op. 47, voor vierstemmig mannenkoor, 1907
- Instrumentaal: 
  - Pianosonate in f kl.t., op. 9;
  - Orgelsonate in g kl.t., op. 29;
  - Bunte Blätter op. 32 (korte pianostukken)
- Orkestmuziek: Drie Symfonische Taferelen uit “Polyeucte” van Corneille, op. 21 (1881-82)
- Liederen: o.a. Schilflieder, op. 10; Loverkens, Adventliederen en Grafgezangen

## Diversen
Zijn geboortehuis stond aan De Wijngaerdstraat, Sinaai hernoemde die straat later (onbekend wanneer) in de Edgar Tinelstraat. In het gebouw werd het Edgar Tinelmuseum ingericht. Zoon Paul Tinel werd muziekcriticus. Zijn neef en petekind Jef Tinel (Emiel-Jozef, 1885 - 1972) studeerde bij Edgar Tinel aan het Lemmensinstituut tussen 1903 en 1907 en werd organist, dirigent, componist en muziekpedagoog.

### Naslagwerken
- Hugo Riemann, Musik-Lexikon, 9th ed., Max Hellers Verlag, Berlin, 1919.
- Salomon Adriaan Maria Bottenheim, Prisma Encyclopedie der Muziek, Het Spectrum, Utrecht, 1957.
- Sylvia van Ameringen, Elseviers Encyclopedie van de muziek, Elsevier, Amsterdam, 1962.
- Percy A. Scholes, John Owen Ward, The Oxford Companion to Music, 10th ed., Oxford University Press, London, 1974.
- New Groves Dictionary (1981), Volume 18
- https://web.archive.org/web/20050130094514/http://www.classical-composers.org/cgi-bin/ccd.cgi?comp=tinel
- https://web.archive.org/web/20220521082358/https://svm.be/content/tinel-edgar (Studiecentrum voor Vlaamse Muziek)
- J. Dewilde, Edgar Tinel, in: Nieuwe encyclopedie van de Vlaamse Beweging, Tielt, 2007.
- Eduard A. Melchior: Woordenboek der toonkunst 1890, pagina 666
- Geïllustreerd muzieklexicon, onder redactie van Mr. G. Keller en Philip Kruseman, medewerking van Sem Dresden, Wouter Hutschenruijter (1859-1943), Willem Landré, Alexander Voormolen en Henri Zagwijn; uitgegeven in 1932/1949 bij J. Philip Kruseman, Den Haag; pagina 810
- Jozef Robijns, Miep Zijlstra: Algemene muziek encyclopedie, Haarlem: De Haan, 1979-1984, ISBN 978-90-228-4930-9, deel 9, pagina 384
- Flavie Roquet, Lexicon Vlaamse componisten geboren na 1800, Roeselare, 2007, pagina 680.
- Edgar Tinel op Muziekweb, muziekbibliotheek van Nederland

### Boeken en artikels
- Ernest Closson: Sainte Godelieve de E. Tinel, Leipzig, 1879.
- A. van der Elst: Edgar Tinel, Gent, 1901.
- Paul Tinel: Edgar Tinel: Le recit de sa vie et I'exégèse de son oeuvre de 1854 a 1886, Brussel, 1923.
- Paul Tinel: Le 'Franciscus' d'Edgar Tinel, Brussel, 1926.
- Paul Tinel: Edgar Tinel, Editions Universitaires, Brussel, 1946.
- Edgar Tinel (Brussel, 1946) J. Ryelandt: Notice sur Edgar Tinel, Annuaire de I'Academie royale de Belgique, (1950)
- C. van den Borren: Geschiedenis van de muziek in de Nederlanden, Antwerpen, 1951.
- F. van der Mueren: Edgar Tinel, Musica sacra, 1962.
- J. Vyverman: Tinel, Edgar, BNB
- Robert Lagrain, Gezelles eerste adventlied voor Tinel, in: Eertijds, 1980.
- Jos Van Dyck, Tijdkrans rond dag, jaar en eeuwigheid, in: Verzameld dichtwerk, Deel 3, Antwerpen, 1981.
- Herman Roelstraete, Een Westvlaamse muzikale ommereis rondom Guido Gezelle, in: Verzameld dichtwerk, deel 5, Antwerpen, 1984.

## Voetnoot
1. ↑  De geboorteakte vermeldt Petrus Josephus Edgardis Tinel.

- Bibliothèque nationale de France: cb148310270 (data)
- Biografisch Portaal: 63879003
- CiNii: DA1354824X
- Digitale Bibliotheek voor de Nederlandse Letteren: tine001
- Gemeinsame Normdatei: 11738626X
- International Standard Name Identifier: 0000 0001 1028 6522
- Library of Congress Control Number: n80017819
- Nationale Bibliotheek van Letland: 000351511
- MusicBrainz: f11fef25-f695-494f-8378-b6e38b88a4a4
- Nationale Bibliotheek van Tsjechië: mzk2010602177
- Nationale Bibliotheek van Israël: 987007279855005171
- Nederlandse Thesaurus van Auteursnamen: 069879923
- SNAC: w6sq9v4r
- Système universitaire de documentation: 080734502
- Virtual International Authority File: 66732393
- WorldCat: E39PBJrm8Ccd3krWchXWhq6h73